# Groot-Brittannië op de Olympische Winterspelen 1992
Tijdens de Olympische Winterspelen van 1992, die in Albertville (Frankrijk) werden gehouden, nam Groot-Brittannië voor de zestiende keer deel.

## Deelnemers en resultaten

### Alpineskiën
| Olympiër              | Discipline       | Resultaat | Prestatie                                                                                  |
| --------------------- | ---------------- | --------- | ------------------------------------------------------------------------------------------ |
| Graham Bell           | afdaling (m)     | 33e       | 1.55,82 (+5,45)                                                                            |
| Graham Bell           | super g (m)      | 53e       | 1.20,87 (+7,83)                                                                            |
| Graham Bell           | combinatie (m)   | 27e       | 134,03 p. (+119,45) afdaling: 31,7 p. (1.48,08) slalom: 102,33 p. (1.59,18: 59,59+59,59)   |
| Martin Bell           | afdaling (m)     | 29e       | 1.54,83 (+4,46)                                                                            |
| Martin Bell           | super g (m)      | 50e       | 1.19,74 (+6,70)                                                                            |
| Martin Bell           | combinatie (m)   | 25e       | 121,83 p. (+107,25) afdaling: 25,59 p. (1.47,48) slalom: 96,24 p. (1.58,10: 57,24+1.00,86) |
| Christopher Blagden   | slalom (m)       | dnf-1     | opgave run 1                                                                               |
| Ronald Duncan         | afdaling (m)     | 31e       | 1.54,95 (+4,58)                                                                            |
| Ronald Duncan         | super g (m)      | 40e       | 1.17,76 (+4,72)                                                                            |
| Ronald Duncan         | combinatie (m)   | dnf-a     | opgave afdaling                                                                            |
| Stephen Edwards       | slalom (m)       | dnf-1     | opgave run 1                                                                               |
| Gavin Forsyth         | super g (m)      | 44e       | 1.17,91 (+4,87)                                                                            |
| Gavin Forsyth         | reuzenslalom (m) | 43e       | 2.24,23 (+17,25) 1.13,51+1.10,72                                                           |
| Bill Gaylord          | reuzenslalom (m) | 40e       | 2.20,66 (+13,68) 1.12,04+1.08,62                                                           |
| Bill Gaylord          | slalom (m)       | dnf-2     | opgave run 2 58,88+dnf                                                                     |
| Sean Langmuir         | reuzenslalom (m) | dnf-2     | opgave run 2 1.13,72+dns                                                                   |
| Sean Langmuir         | slalom (m)       | 34e       | 1.55,73 (+11,34) 58,04+57,69                                                               |
| Sean Langmuir         | combinatie (m)   | 28e       | 142,32 p. (+127,74) afdaling: 98,26 p. (1.54,61) slalom: 44,06 p. (1.48,85: 53,55+55,30)   |
|                       |                  |           |                                                                                            |
| Emma Carrick-Anderson | reuzenslalom (v) | 22e       | 2.21,76 (+9,02) 1.10,97+1.10,79                                                            |
| Emma Carrick-Anderson | slalom (v)       | 19e       | 1.37,58 (+4,90) 50,91+46,67                                                                |
| Emma Carrick-Anderson | combinatie (v)   | 17e       | 107,61 p. (+105,06) afdaling: 86,63 p. (1.32,79) slalom: 20,98 p. (1.11,84: 36,00+35,84)   |
| Claire de Pourtales   | slalom (v)       | dnf-2     | opgave run 2 50,60+dnf                                                                     |
| Claire de Pourtales   | combinatie (v)   | dnf-s1    | opgave slalom run 1 afdaling: 1.32,52                                                      |
| Debra Pratt           | super g (v)      | dnf       | opgave                                                                                     |
| Debra Pratt           | reuzenslalom (v) | dnf-1     | opgave run 1                                                                               |
| Valerie Scott         | super g (v)      | 36e       | 1.29,74 (+8,52)                                                                            |
| Valerie Scott         | slalom (v)       | dnf-2     | opgave run 2 53,15+dnf                                                                     |
| Valerie Scott         | combinatie (v)   | dnf-s2    | opgave slalom run 2 afdaling: 1.34,57                                                      |

### Biatlon
| Olympiër                                         | Discipline             | Resultaat | Prestatie |
| ------------------------------------------------ | ---------------------- | --------- | --- |
| Mike Dixon                                       | 10 km (m)              | 60e       | 29.19,4 (+3.17,1) pen.: 2 (2 + 0)                                                                                           |
| Mike Dixon                                       | 20 km (m)              | 12e       | 59.20,2 (+1.45,8) pen.: 0 (0 + 0 + 0 + 0)                                                                                   |
| Kenneth Rudd                                     | 10 km (m)              | 58e       | 29.11,1 (+3.08,8) pen.: 1 (0 + 1)                                                                                           |
| Kenneth Rudd                                     | 20 km (m)              | 65e       | 1:05.09,1 (+8.34,7) pen.: 5 (1 + 0 + 3 + 1)                                                                                 |
| Paul Ryan                                        | 20 km (m)              | 76e       | 1:07.38,8 (+10.04,4) pen.: 4 (0 + 2 + 0 + 2)                                                                                |
| Jason Sklenar                                    | 10 km (m)              | 80e       | 30.52,8 (+4.50,5) pen.: 2 (0 + 2)                                                                                           |
| Jason Sklenar                                    | 20 km (m)              | 67e       | 1:05.28,9 (+8.54,5) pen.: 4 (1 + 1 + 0 + 2)                                                                                 |
| Ian Woods                                        | 10 km (m)              | 72e       | 30.11,8 (+4.09,5) pen.: 5 (1 + 4)                                                                                           |
| Team Mike Dixon Paul Ryan Kenneth Rudd Ian Woods | 4x7,5 km estafette (m) | 18e       | 1:34.10,5 (+9.27,0) pen.: 2 24.16,8 pen.: 2 (2 + 0) 23.53,8 pen.: 0 (0 + 0) 23.06,1 pen.: 0 (0 + 0) 22.53,8 pen.: 0 (0 + 0) |

### Bobsleeën
| Olympiër                                                  | Discipline                        | Resultaat | Prestatie                                               |
| --------------------------------------------------------- | --------------------------------- | --------- | ------------------------------------------------------- |
| Mark Tout Lenny Paul                                      | 2-mansbob (m) Groot-Brittannië I  | 6e        | 4.03,87 (+0,61) (1.00,10 / 1.01,10 / 1.01,44 / 1.01,23) |
| Nicholas Phipps George Farrell                            | 2-mansbob (m) Groot-Brittannië II | 13e       | 4.05,39 (+2,13) (1.00,49 / 1.01,43 / 1.01,69 / 1.01,78) |
| Mark Tout George Farrell Paul Field Lenny Paul            | 4-mansbob (m) Groot-Brittannië I  | 7e        | 3.54,89 (+0,99) (58,49 / 58,87 / 58,73 / 58,80)         |
| Nicholas Phipps Edd Horler Colin Rattigan David Armstrong | 4-mansbob (m) Groot-Brittannië II | 13e       | 3.55,91 (+2,01) (58,86 / 58,83 / 59,29 / 58,93)         |

### Freestyleskiën
| Olympiër          | Discipline | Resultaat | Prestatie                    |
| ----------------- | ---------- | --------- | ---------------------------- |
| Hugh Hutchison    | moguls (m) | 25e       | dnq (kwalificatie: 19,84 p.) |
| Neil Munro        | moguls (m) | 26e       | dnq (kwalificatie: 19,82 p.) |
| Michael Liebreich | moguls (m) | 32e       | dnq (kwalificatie: 17,84 p.) |
| Simon Baynes      | moguls (m) | 44e       | dnq (kwalificatie: 7,86 p.)  |
| Jilly Curry       | moguls (v) | 15e       | dnq (kwalificatie: 16,86 p.) |

### Kunstrijden
| Olympiër                       | Discipline | Resultaat | Prestatie                                                 |
| ------------------------------ | ---------- | --------- | --------------------------------------------------------- |
| Steven Cousins                 | mannen     | 12e       | 18,0 p. (korte kür: 12 - lange kür: 12)                   |
| Joanne Conway                  | vrouwen    | 18e       | 26,5 p. (korte kür: 17 - lange kür: 18)                   |
| Suzanne Otterson               | vrouwen    | 22e       | 32,0 p. (korte kür: 20 - lange kür: 22)                   |
| Kathryn Pritchard Jason Briggs | paarrijden | 17e       | 25,5 p. (korte kür: 17 - lange kür: 17)                   |
| Melanie Bruce Andrew Place     | ijsdansen  | 17e       | 33,0 p. (verpl.1: 16 - verpl.2: 16 - org.: 16 - vrij: 17) |

### Langlaufen
| Olympiër       | Discipline                    | Resultaat | Prestatie                              |
| -------------- | ----------------------------- | --------- | -------------------------------------- |
| Dave Belam     | 10 km klassiek (m)            | 61e       | 32.08,9 (+4.32,9)                      |
| Dave Belam     | 30 km klassiek (m)            | 56e       | 1:33.15,6 (+10.47,8)                   |
| Dave Belam     | 50 km vrije stijl (m)         | 53e       | 2:24.54,3 (+21.12,8)                   |
| Dave Belam     | achtervolging 10 km+15 km (m) | 57e       | +8.09,1 (10 km:32.08 + 15 km:41.39,0)  |
| Mark Croasdale | 10 km klassiek (m)            | 90e       | 36.13,0 (+8.37,0)                      |
| Mark Croasdale | 50 km vrije stijl (m)         | dnf       | opgave                                 |
| Mark Croasdale | achtervolging 10 km+15 km (m) | 74e       | +14.34,9 (10 km:36.13 + 15 km:43.59,8) |
| John Read      | 10 km klassiek (m)            | 47e       | 31.32,7 (+3.56,7)                      |
| John Read      | 30 km klassiek (m)            | 62e       | 1:34.37,5 (+12.09,7)                   |
| John Read      | achtervolging 10 km+15 km (m) | 64e       | +8.50,5 (10 km:31.32 + 15 km:42.56,4)  |
| Glenn Scott    | 10 km klassiek (m)            | 65e       | 32.20,8 (+4.44,8)                      |
| Glenn Scott    | 30 km klassiek (m)            | 66e       | 1:36.06,0 (+13.38,2)                   |
| Glenn Scott    | 50 km vrije stijl (m)         | 63e       | 2:31.40,6 (+27.59,1)                   |
| Glenn Scott    | achtervolging 10 km+15 km (m) | dnf       | opgave (10 km:32.20 + 15 km:opgave)    |

### Rodelen
| Olympiër      | Discipline | Resultaat | Prestatie                                             |
| ------------- | ---------- | --------- | ----------------------------------------------------- |
| Nick Ovett    | mannen     | 23e       | 3.07,403 (+5,040) (46,517 / 46,456 / 47,257 / 47,173) |
| Ian Whitehead | mannen     | 27e       | 3.08,904 (+6,541) (46,814 / 47,121 / 47,613 / 47,356) |

### Schaatsen
| Olympiër       | Discipline | Resultaat | Prestatie       |
| -------------- | ---------- | --------- | --------------- |
| Craig McNicoll | 1000 m (m) | 33e       | 1.17,95 (+3,10) |
| Craig McNicoll | 1500 m (m) | 37e       | 2.02,06 (+7,25) |

### Shorttrack
| Olympiër                                                  | Discipline           | Resultaat | Prestatie                                                                     |
| --------------------------------------------------------- | -------------------- | --------- | ----------------------------------------------------------------------------- |
| Wilf O'Reilly                                             | 1000 m (m)           | 5e        | B-finale: 1.36,24, hf 1 (4e): 2.05,04, kf 2 (1e): 1.33,62, vr 6 (1e): 1.37,79 |
| Matthew Jasper                                            | 1000 m (m)           | 9e        | dnq, kf 1 (3e): 1.34,69, vr 3 (1e): 1.36,82                                   |
| Nicky Gooch                                               | 1000 m (m)           | 26e       | dnq, vr 2 (4e): 2.24,43                                                       |
| Nicky Gooch Stuart Horsepool Matthew Jasper Wilf O'Reilly | 5000 m aflossing (m) | 6e        | dnq, hf 2 (3e): 7.29,40, vr 2 (1e): 7.27,87                                   |
|                                                           |                      |           |                                                                               |
| Debbie Palmer                                             | 500 m (v)            | 23e       | dnq, vr 3 (4e): 52,24                                                         |

Algerije · Amerikaanse Maagdeneilanden · Andorra · Argentinië · Australië · België · Bermuda · Bolivia · Brazilië · Bulgarije · Canada · Chili · China · Chinees Taipei · Costa Rica · Cyprus · Denemarken · Duitsland · Estland · Filipijnen · Finland · Frankrijk · Gezamenlijk team · Griekenland · Groot-Brittannië · Honduras · Hongarije · Ierland · IJsland · India · Italië · Jamaica · Japan · Joegoslavië · Kroatië · Letland · Libanon · Liechtenstein · Litouwen · Luxemburg · Marokko · Mexico · Monaco · Mongolië · Nederland · Nederlandse Antillen · Nieuw-Zeeland · Noord-Korea · Noorwegen · Oostenrijk · Polen · Puerto Rico · Roemenië · San Marino · Senegal · Slovenië · Spanje · Swaziland · Tsjecho-Slowakije · Turkije · Verenigde Staten · Zuid-Korea · Zweden · Zwitserland